# Javier Menghini
Javier Damián Menghini (La Plata, Provincia de Buenos Aires, Argentina, 27 de febrero de 1980) es un futbolista argentino. Juega de defensa central y su actual equipo es el Unión de Curarú de la Liga de Pehuajó, Argentina.

## Clubes
| Club                           | País      | Año       |
| ------------------------------ | --------- | --------- |
| Estudiantes de La Plata        | Argentina | 2001-2002 |
| Defensa y Justicia             | Argentina | 2002-2003 |
| Estudiantes de La Plata        | Argentina | 2003-2004 |
| Godoy Cruz de Mendoza          | Argentina | 2004-2005 |
| Everton                        | Chile     | 2005-2008 |
| Enosis Neon Paralimni          | Chipre    | 2008-2009 |
| Alki Larnaca                   | Chipre    | 2009-2010 |
| Defensa y Justicia             | Argentina | 2010-2011 |
| Platense                       | Argentina | 2011-2012 |
| Club Atlético Villa San Carlos | Argentina | 2012-2014 |
| Club Atlético Calaveras        | Argentina | 2015      |
| Unión de Curarú                | Argentina | 2017      |

## Palmarés

### Campeonatos nacionales
| Título                  | Club             | País      | Año     |
| ----------------------- | ---------------- | --------- | ------- |
| Primera División        | Everton          | Chile     | 2008-A  |
| Segunda División        | Alki Larnaca     | Chipre    | 2009-10 |
| Primera B Metropolitana | Villa San Carlos | Argentina | 2012-13 |